# 조지 니콜스
조지 니콜스(George Nichols, 1864년 1월 1일 ~ 1927년 9월 20일)는 미국의 배우, 영화 감독, 영화배우, 연극 배우이다.

## 영화
- 웨딩마치 (1928년)
- 더 구스 우먼 (1925년)
- 더 이글 (1925년)
- 메리 위도우 (1925년)
- 돈 메리 포 머니 (1923년)